# Pithiviers-le-Vieil
Pithiviers-le-Vieil è un comune francese di 1 905 abitanti situato nel dipartimento del Loiret nella regione del Centro-Valle della Loira.

## Società

### Evoluzione demografica
Abitanti censiti